# Christian Mayerhöfer
Christian Mayerhöfer (* 16. Juni 1971 in Mainz) ist ein ehemaliger deutscher Hockeyspieler und Olympiasieger.
Mayerhöfer begann seine Karriere beim Dürkheimer HC, mit dem er 1992 und 1993 bei der Deutschen Meisterschaft im Feldhockey siegte. Von 1997 bis 2000 gewann er viermal den Meistertitel im Hallenhockey und 2000 siegte er im Hallenhockey-Europapokal. 1995 gewann er mit seinem Team den Deutschen Pokal im Feldhockey, 1996 siegte er im Europapokal der Pokalsieger.
1992 debütierte der Linksverteidiger in der deutschen Hockeynationalmannschaft, nachdem er mit der Juniorenmannschaft den dritten Platz bei der Europameisterschaft gewonnen hatte. Er wurde für die Olympiamannschaft 1992 nachnominiert und in einem Spiel eingesetzt, als Angehöriger der Mannschaft erhielt er ebenfalls die Goldmedaille.
Desgleichen erhielt auch er mit der deutschen Hockey-Mannschaft am 23. Juni 1993 das Silberne Lorbeerblatt.
In den kommenden Jahren war er Stammspieler des Nationalteams. 1994 belegte er den vierten Platz bei der Weltmeisterschaft, 1995 wurde er Europameister und wirkte beim Sieg in der FIH Champions Trophy mit. Bei seinen zweiten Olympischen Spielen 1996 in Atlanta belegte er den vierten Platz. Es folgten 1997 Siege bei der Halleneuropameisterschaft und der Champions Trophy, ein dritter Platz bei der Weltmeisterschaft 1998 und ein weiterer Sieg bei der Europameisterschaft im Freien 1999. 2000 belegte er mit der Nationalmannschaft den zweiten Platz bei der Champions Trophy und den fünften Platz bei den Olympischen Spielen in Sydney.
Insgesamt spielte Mayerhöfer in 315 Länderspielen mit, 12 davon in der Halle. Er löste Volker Fried als Rekordnationalspieler ab und absolvierte als erster deutscher Hockeyspieler über 300 Länderspiele. Björn Michel war sein Nachfolger als Rekordnationalspieler.